# 贊比亞直口非鯽
贊比亞直口非鯽，為輻鰭魚綱鱸形目隆頭魚亞目慈鯛科的其中一種，被IUCN列為瀕危保育類動物，分布於非洲尚比亞Luongo河流域，體長可達6.3公分，棲息溪流，生活習性不明。

## 擴展閱讀
維基物種上的相關：贊比亞直口非鯽